# Samegai-dōri
Pour les articles homonymes, voir Samegai.
Le Samegai-dōri (醒ヶ井通, Samegai-dōri) est une voie du centre-ville de Kyoto, dans les arrondissements de Nakagyō et de Shimogyō. Elle débute au Rokkaku-dōri et termine au Gojō-dōri (ja).

## Description

### Situation
Le Samegai-dōri est une courte et étroite rue du centre-sud de l'arrondissement de Nakagyō et du centre-nord de celui de Shimogyō. Il commence dans le quartier d'Echigo-chō (越後町) et termine dans celui de Koizumi-chō (小泉町). La rue débute au Rokkaku-dōri (六角通), est interrompue entre Takoyakushi-dōri (蛸薬師通) et Nishikikōji-dōri (錦小路通), et termine au Gojō-dōri (ja), l'une des principales artères est-ouest du centre-ville sud, en fusionnant avec le Horikawa-dōri,. Elle suit l'Aburanokōji-dōri (ja) (油小路通) à l'est et précède le Horikawa-dōri (ja) (堀川通) à l'ouest.
La circulation se fait en sens unique du nord au sud. La rue fait environ 1 100 mètres de long, séparés en un tronçon de 150 mètres et un de 950 mètres,.

### Voies rencontrées
Du nord au sud, en sens unique. Les voies rencontrées de la droite sont mentionnées par (d), tandis que celles rencontrées de la gauche, par (g). Seules les rues ayant un nom sont listées.
1. Rokkaku-dōri (六角通)[2],[1]
2. Takoyakushi-dōri (蛸薬師通) [interruption de la rue][1]
3. Nishikikōji-dōri (錦小路通) [réapparition de la rue][1]
4. Shijō-dōri (ja) (四条通)[1]
5. Ayanokōji-dōri (ja) (綾小路通)[1]
6. Bukkōji-dōri (ja) (仏光寺通)[1]
7. Takatsuji-dōri (ja) (高辻通)[1]
8. Matsubara-dōri (ja) (松原通)[1]
9. Manjuji-dōri (ja) (万寿寺通)
10. Gojō-dōri (ja) (五条通)[2],[1]

- Sources : (ja) Université Ritsumeikan Asia Pacific (en), « 近代京都オーバーレイマップ », sur Art Research Center,‎ 2023 (consulté le 5 février 2024).

### Transports en commun
Les bus du réseau d'autobus de Kyoto (ja) ne passent par sur la rue, et la rue est peu passante. Les arrêts les plus proches de la rue sont sur Horikawa-dōri et sont Horikawa-Takoyakushi (堀川蛸薬師, lignes 9, 12, 50, 67), Shijō-Horikawa (四条堀川, lignes 3, 8 , 9, 11, 12, 13, 26, 27, 28, 29, 32, 46, 50, 52, 55, 58, 67, 91, 201, 203, 205, Boucle 13, Spécial 13), Horikawa-Matsubara (堀川松原, lignes 9, 28) et Horikawa-Gojō (堀川五条, lignes 9, 28, 43, 73, 75, 80).
Les stations du métro de Kyoto les plus proches sont sur Karasuma-dōri (ja), à cinq minutes de marche : Shijō et Gojō, sur la ligne Karasuma.

## Odonymie
Le nom « Samegai » vient d'un puits qui était situé sur le site de la rue depuis la période Heian (794-1185), entre les actuelles Gojō-dōri et Rokujō-dōri (ja), au manoir Rokujō-Horikawa (六条堀川館) du clan Minamoto. Il était réputé être l'une des sept sources célèbres de la ville. Originellement écrit « 佐女牛井 », nom gardé par un des quartiers de l'arrondissement de Shimogyō, le nom Samegai a été changé pour « 醒ヶ井 ». Le puits a disparu durant la Seconde Guerre mondiale, dans le cadre de l'élargissement des rues en tant que mesure pare-feu.
Entre Rokkaku et Takoyakushi, la rue est surnommée Echigo-tsukinuke (越後突抜), puis Izumiden-tsukinuke (和泉殿突抜) entre Takoyakushi et Nishikikōji. Le nom Izumiden-tsukinuke est utilisé, car anciennement, la résidence de Tōdō Takatora (藤堂 高虎), aussi appelé Tōdō Izuminokami (藤堂 和泉守), y était située,.
La rue est nommée dans le « Teragokō » (寺御幸), la chanson des rues de Kyoto pour les rues nord-sud.

## Histoire
Samegai-dōri n'existait pas à la création de la capitale impériale en 794, et apparaît en 1590 lors du réaménagement territorial de l'ère Tenshō (ja) (天正の地割, Tenshō no jiwari) par Toyotomi Hideyoshi, durant le dernier quart du XVIe siècle,,. À l'époque, la rue circulait de Rokkaku-dōri à Nishikujōshima-machi (西九条島町), jusqu'à Hanayachō-dōri (ja) (花屋町通), au sud de la ville, mais cette partie a fusionné avec Horikawa-dōri, qui a été élargie durant la Seconde Guerre mondiale pour distancer les quartiers entre eux en cas d'incendie causé par un bombardement allié,.
La rue n'avait pas été créé au nord de Rokkaku-dōri, car au Moyen Âge, un quartier de grandes demeures de samouraïs existait au nord de Sanjō-dōri (ja). Une rue à la même hauteur existe cependant encore plus au nord, entre Shimochōjamachi-dōri et Ichijō-dōri.

## Patrimoine et lieux d'intérêt
On trouve plusieurs maisons de ville traditionnelles sur la rue. Parmi les exemples notables est Uronza (胡乱座), un gîte ouvert dans une maison datant de 1897, au carrefour avec Ayanokōji,.
Au sud de Rokkaku, côté est, se trouve la résidence du maître de thé Kobori Enshū (小堀 政一, 1579-1647), puis l'école secondaire Horikawa (ja) (京都市立堀川高等学校), qui interrompt la rue entre Takoyakushi et Nishikikōji. Fondé en 1908 sous le nom de l'école secondaire pour filles Horikawa (堀川高等女学校), il s'agit du site de l'ancienne résidence du daimyō Tōdō Izuminokami (藤堂 和泉守). Au sud de Nishikikōji se trouve une statue protectrice du Dōsojin, ce qui est peu commun dans la ville, où les statues protectrices de bord de route sont souvent des jizōs. Au sud de Bukkōji, se trouve le petit temple Tsutsumisakayama Kan'non-ji (堤境山 観音寺), fondé en 788. Au sud de Takatsuji, on peut visiter le sanctuaire shinto Sumiyoshi-jinja (ja) (住吉神社), construit en 1157 par Fujiwara no Shunzei sur ordre de l'empereur et dédié à la poésie. Il est adossé au petit sanctuaire Hitomaru-jinja (人丸神社). Au sud de Matsubara, l'école primaire Seisen (醒泉小学校) y existe depuis 1869, et un monument y commémore la résidence de l'érudit Miyoshi Kiyotsura, dont la résidence y était située durant la période Heian.
Parmi les commerces établis sur la rue sont Miura Taikōdō (三浦太幸堂), un fabricant de percussions fondé en 1789. et l'artisan Shimode Makiesho (下出蒔絵司所), fondé en 1915 et spécialisant dans le maki-e.

Quelques lieux d'intérêts
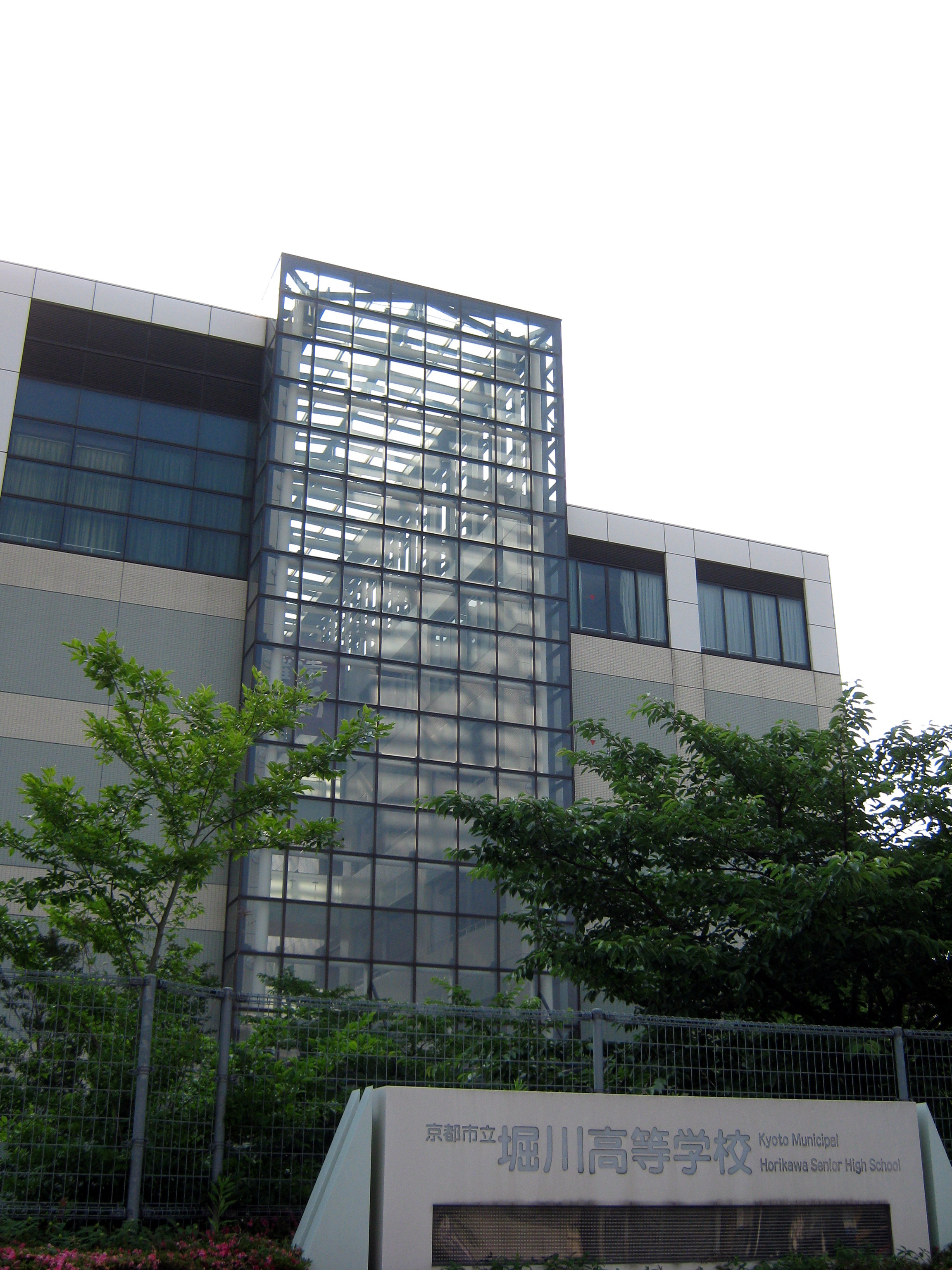
L'école secondaire Horikawa
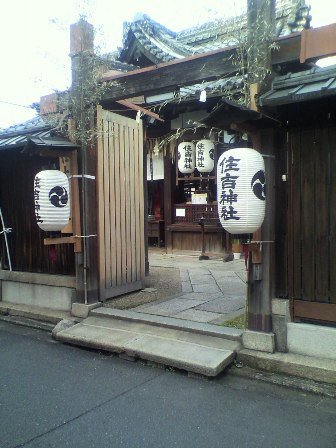
Entrée au Sumiyoshi-jinja